# Kefar Menachem
Kefar Menachem (hebr. כפר מנחם; pol. Wioska Menachema) – kibuc położony w Samorządzie Regionu Jo’aw, w Dystrykcie Południowym, w Izraelu. Członek Ruchu Kibuców (Ha-Tenu’a ha-Kibbucit).

## Położenie
Kibuc leży na niewielkim wzgórzu położonym na skraju nadmorskiej równiny, na granicy z Szefelą, w odległości 20 kilometrów od Morza Śródziemnego.
W jego otoczeniu znajdują się moszawy Kefar ha-Rif i Gefen, kibuc Rewadim oraz arabska wieś Al-Azi. Na północny wschód od kibucu znajduje się baza Sił Obronnych Izraela z bunkrami amunicyjnymi.

## Demografia
Liczba mieszkańców Kefar Menachem:

## Historia
Osada została założona w 1935 przez członków żydowskiej podziemnej organizacji zbrojnej Irgun. Pierwotnie był to moszaw, który nosił nazwę Irgun Menachem, na cześć syjonistycznego przywódcy Menachema Osishkina (1863-1941). Podczas arabskich rozruchów w 1936 moszaw został zniszczony i porzucony.
W dniu 27 lipca 1937 nastąpiła odbudowa moszawu, jako obronnej osady z wieżą i palisadą. W 1939 osiedliła się tu grupa imigrantów ze Stanów Zjednoczonych, którzy byli członkami ruchu Ha-Szomer Ha-Cair. Założyciele moszawu opuścili wówczas osadę i 31 października 1939 założyli nowy moszaw Kefar Warburg. Natomiast stary moszaw został w dniu 6 grudnia 1939 przemianowany na kibuc Kefar Menachem. Był on otoczony przez wsie arabskie, jednak stosunki z ich mieszkańcami układały się stosunkowo dobrze. Dochodziło do sporadycznych przypadków drobnych kradzieży produktów rolniczych, ale nie było żadnych poważnych incydentów. Po Wojnie o Niepodległość w 1948 kibuc zajął ziemie opuszczonej arabskiej wioski Idnibba, która została zajęta i wysiedlona 9 lipca.
W latach 50. XX wieku kibuc był jednym z czołowych producentów drobiu w Izraelu. W XX wieku znalazł się w głębokim kryzysie, który wymusił przeprowadzenie całego procesu prywatyzacji i usunięcia elementów kolektywizmu z gospodarki. Obecnie kibuc posiada plany rozbudowy o 150 nowych domów, z których 100 już jest wykupiona.

## Kultura i sport
Przy szkole utworzono regionalne muzeum Shfela z rekonstrukcją oryginalnej wieży obserwacyjnej i obronnej palisady. Dodatkowo w kibucu jest ośrodek kultury z salą koncertową. Z obiektów sportowych jest boisko do piłki nożnej oraz basen kąpielowy.

## Edukacja
W kibucu jest szkoła średnia Tzafit.

## Gospodarka
Gospodarka kibucu opiera się intensywnym rolnictwie, sadownictwie i hodowli drobiu. Poza uprawami polowymi uprawia się winorośl i drzewa owocowe - granaty, migdały, brzoskwinie, morele i nektarynki.
Spółka Kfar Menachem Metal Works Ltd. produkuje nieżelazne części dla napowietrznych linii elektrycznych. W sąsiedztwie kibucu znajduje się kamieniołom. Poza tym mniejsze firmy świadczą usługi w zakresie edukacji, opieki zdrowotnej, wyżywienia, odzieży, kosmetyków, itp. Wraz z przekształceniem się kibucu coraz więcej osób zaczęło pracować poza osiedlem.
Tutejszy hotel oferuje możliwość organizacji konferencji i szkoleń.

## Infrastruktura
W kibucu znajduje się ośrodek zdrowia, warsztat mechaniczny i sklep wielobranżowy.

## Komunikacja
Na zachód od kibucu przebiega autostrada nr 6, brak jednak możliwości wjazdu na nią. Z kibucu wyjeżdża się na północ na drogę nr 383, którą jadąc na wschód dojeżdża się do moszawu Gefen, lub jadąc na zachód dojeżdża się do moszawu Bene Re’em i drogi ekspresowej nr 3 (Aszkelon–Modi’in-Makkabbim-Re’ut).

## Osoby związane z kibucem
- Sandra Bernhard – amerykańska aktorka, w latach 70. pracowała jako ochotniczka w kibucu.